# Gyuvech
Gyuvech, (en búlgaro гювеч) es una variante del plato turco Güveç que consiste en una especie de estofado al horno elaborado a base de verduras: patatas, zanahorias, judías verdes, cebolla, okra, pimientos rojos, berenjena y tomates; al cual se le pueden agregar huevo y diferentes tipos de carne: cerdo, conejo, ternera o cordero; aunque en muchas ocasiones se puede preparar como plato vegetariano. Dependiendo de la región en la que se prepara se le suelen agregar las especias típicas de los balkanescomo por ejemplo el orégano balcánico, pimentón dulce o perejil, entre otros. Una vez colocados todos los ingredientes en el recipiente, se añade un poco de agua y aceite y se hornea a fuego lento, de esta manera todos los ingredientes absorben mejor los diferentes sabores.
La palabra Gyuvech es el nombre que recibe el recipiente en el que se cocina, este consiste en una olla grande de barro con tapa apto para horno y varía en función del tamaño, cuando este recipiente es de un tamaño inferior (de una sola porción) se denomina Gyuveche (en búlgaro гювече).